# Thorogobius

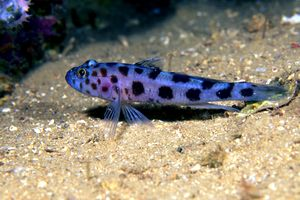
Thorogobius ephippiatus

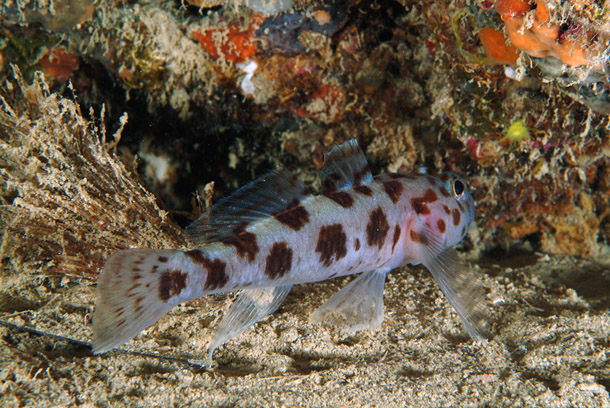
Thorogobius ephippiatus

Thorogobius és un gènere de peixos de la família dels gòbids i de l'ordre dels perciformes.

## Taxonomia
- Thorogobius angolensis (Norman, 1935)[2]
- Thorogobius ephippiatus (Lowe, 1839)[3]
- Thorogobius macrolepis (Kolombatovic, 1891)[4]
- Thorogobius rofeni (Miller, 1988)[5][6][7][8][9][10][11]